# 杰克·施泰因贝格尔

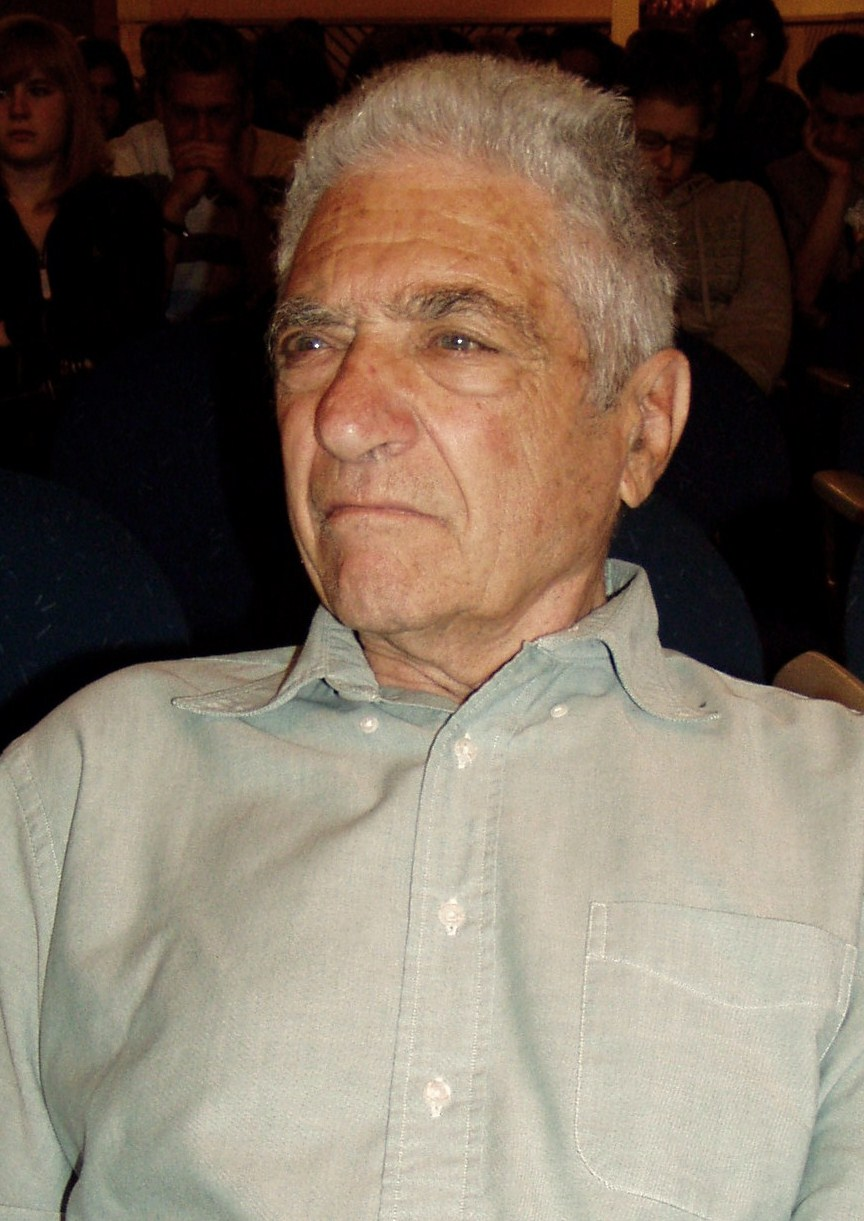
杰克·施泰因贝格尔

杰克·施泰因贝格尔（德語：Jack Steinberger，1921年5月25日—2020年12月12日）是一名德国裔美国物理学家。1962年他与利昂·莱德曼和梅尔文·施瓦茨一起发现了{\displaystyle \mu }子中微子，凭借这一结果他们共享了1988年的诺贝尔物理学奖。